# Kikstart
Kikstart, anche scritto Kikstart: Off-Road Simulator sulle copertine o Kik-Start nelle schermate iniziali, è un videogioco di motocross pubblicato nel 1985 per Commodore 64 e nel 1986 per Atari 8-bit e Commodore 16, quest'ultimo in realtà un gioco piuttosto differente.
Nel 1986 venne pubblicata anche una versione per Commodore 128, a volte chiamata Kikstart 2, che è un'estensione di quella per 64 con un maggior numero di piste disponibili.
Il seguito vero e proprio è Kikstart 2 del 1987.
Il titolo fa riferimento, non ufficialmente, al programma televisivo di trial Kick Start della BBC. Anche il tema musicale in gara deriva dalla sigla del programma (Be My Boogie Woogie Baby di Drafi Deutscher), mentre nella schermata iniziale si sente il can-can.

## Modalità di gioco
Una partita consiste in 3 gare su percorsi a ostacoli, lo scopo è ottenere un tempo totale più basso possibile e battere un eventuale secondo giocatore.
La visuale è bidimensionale laterale, a scorrimento verso destra.
Lo schermo è sempre diviso orizzontalmente e ciascuna metà è dedicata a un giocatore; in giocatore singolo la metà in basso resta inutilizzata. Nel caso di due giocatori simultanei, i due corrono contemporaneamente sulla stessa pista, ma in modo indipendente, cioè non si incontra mai fisicamente la moto avversaria nella propria metà schermo.
Le moto possono cambiare velocità, impennare e saltare. Sulle piste si incontrano rampe, gradini e vari tipi di ostacoli naturali e artificiali. Alcuni vanno attraversati a velocità non troppo alta, o non troppo bassa, o non permettono di impennare o saltarci sopra. Impennare può servire a superare piccoli dislivelli, mentre buche e acqua vanno necessariamente saltate.
In caso di errore il motociclista ruzzola vistosamente e si riprende la corsa dal successivo punto transitabile, subendo una perdita di tempo.
Ci sono 8 piste diverse e ognuna delle 3 gare può svolgersi su una pista a scelta.

### Commodore 128
Nella versione Commodore 128 le piste salgono a 27, con alcuni nuovi tipi di ostacoli, e se ne possono affrontare 3 alla volta oppure un grand slam da 8.
Inoltre, anche in modalità giocatore singolo la seconda metà dello schermo viene utilizzata da una moto controllata dal computer, come avverrà in Kikstart 2.

### Commodore 16
La versione per Commodore 16 assomiglia poco alle altre, e più che una conversione del gioco per C64 è un'imitazione del poco noto videogioco arcade Superbike. In questo caso il gioco è per un solo giocatore e lo schermo non è diviso. Non esiste l'impennata. Ci sono 16 piste che sono veri e propri livelli, da affrontare nell'ordine prestabilito. Ci sono pericoli anche in aria e oggetti da prendere per ottenere più punti. In caso di errore si perde una delle 5 vite a disposizione.

## Critica
La rivista Zzap! giudicò molto bene tutte le versioni Commodore del gioco, nominando "gioco caldo"/sizzler quelle per C64/C128. Ottimo fu anche il giudizio di Commodore Computer Club 24 per C64, mentre il giudizio di Your Commodore per C64 fu nella media. Retro Gamer ricorda la versione per C16 come uno dei migliori giochi per quel sistema.